# Mănăstirea Bucium (județul Brașov)
Mănăstirea Bucium este o mănăstire din România situată în satul Bucium, comuna Șinca din județul Brașov. Mănăstirea a fost reînființată în 1990, pe ruinele vechiului locaș, atestat documentar în 1737 și ars din ordinul generalului Bukow, trimis de împărăteasa Maria Tereza să înăbușe manifestările creștinilor ortodocși din Țara Făgărașului.

## Istoric
În 1761, lăcașul de cult a fost cuprins de un incendiu, care s-a soldat cu victime printre locuitori.
În 1928, a fost inițiat un proiect, sub auspiciul Reginei Maria, de a edifica pe locul vechii Mănăstiri Bucium, Mănăstirea „Întregirea Neamului”, însă acesta nu a mai fost realizat. În 1953, Mitropolitul Bălan a aprobat construcția bisericii de la Bucium, dar începutul acesteia a trenat până la căderea regimului comunist în 1990, când I.P.S. Dr. Antonie Plămădeală, Mitropolit al Ardealului, a aprobat zidirea Mănăstirii Bucium. Sfințirea noii biserici a avut loc la 6 august 1995.

## Galerie foto

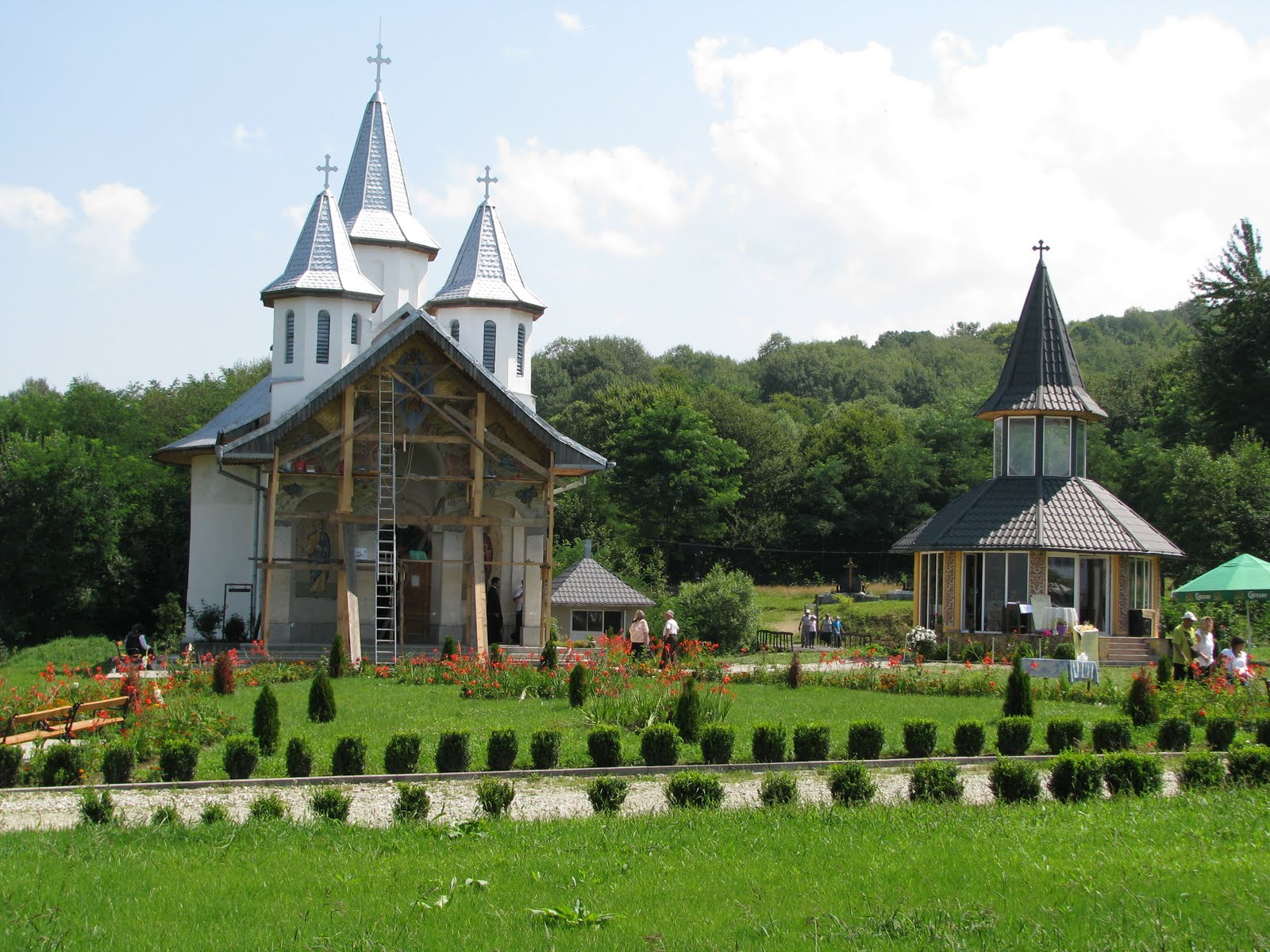
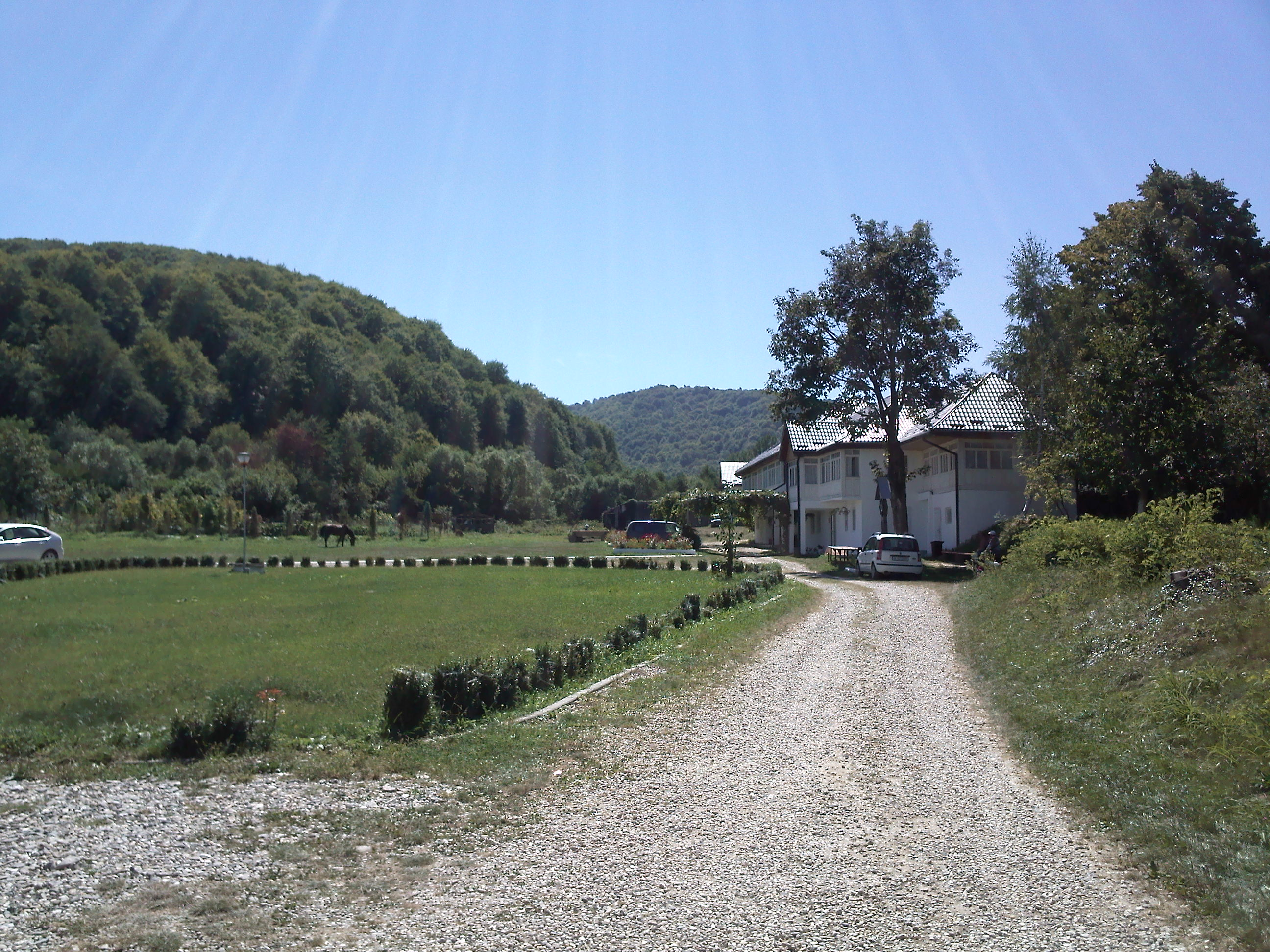
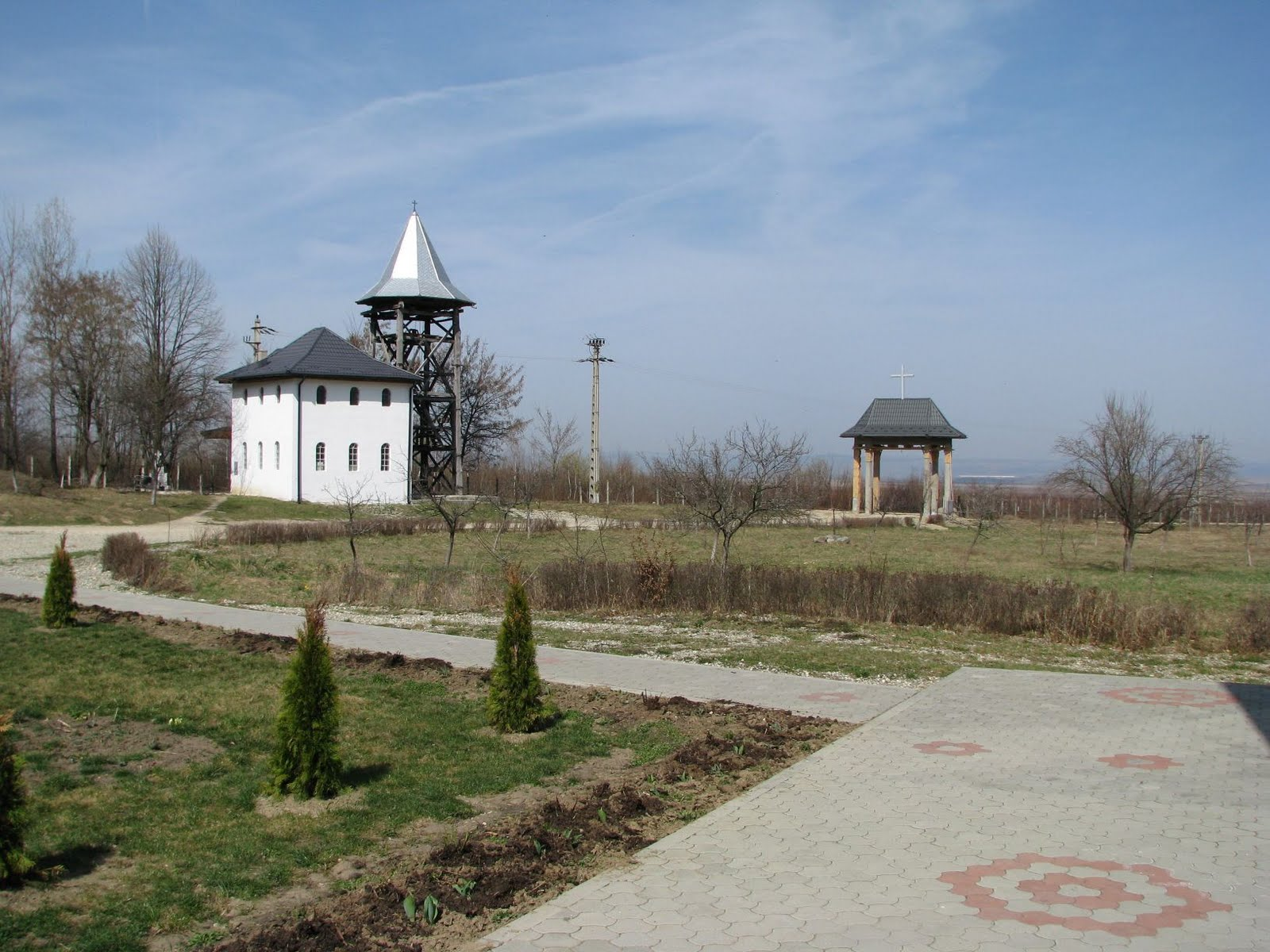
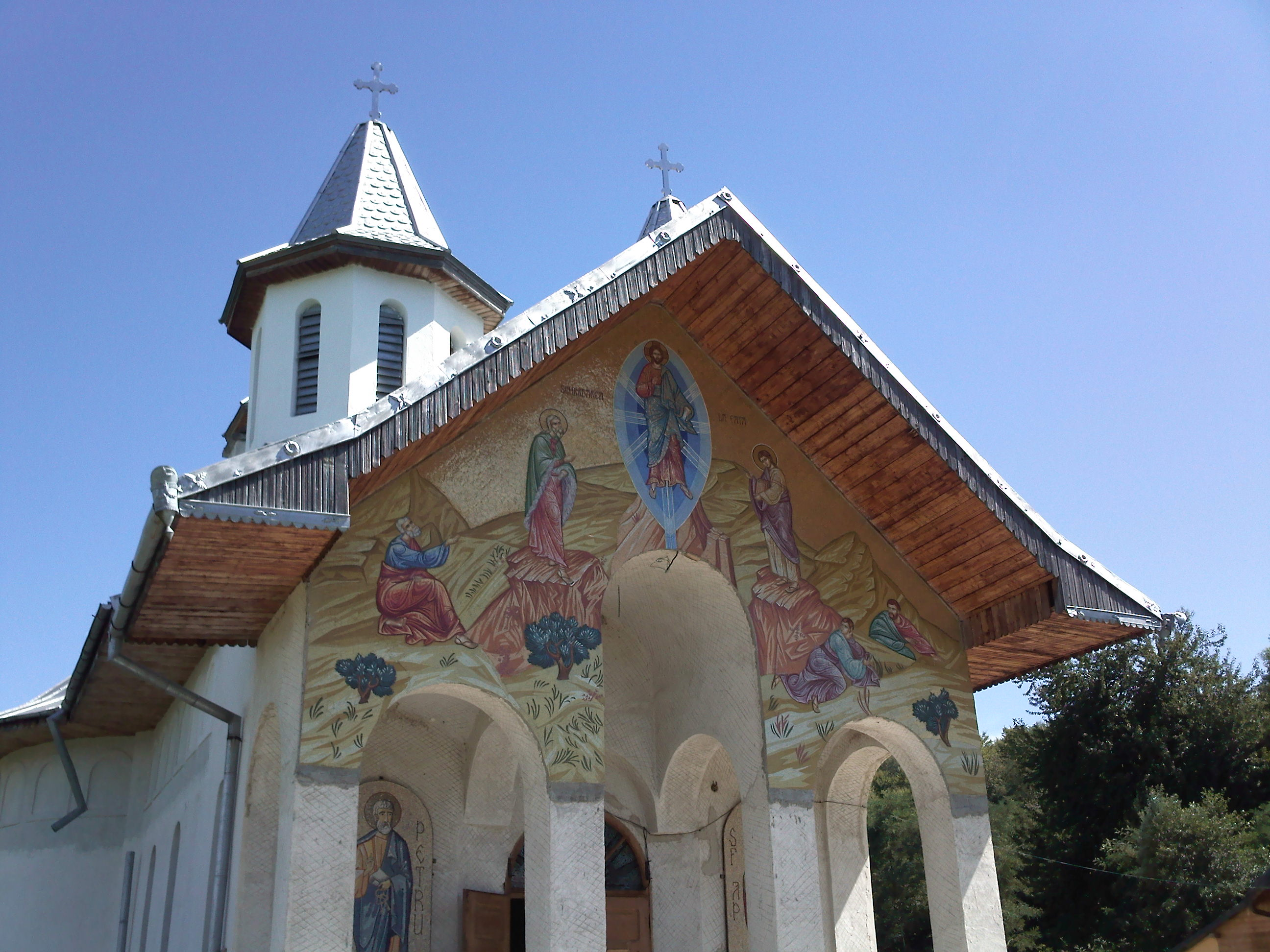
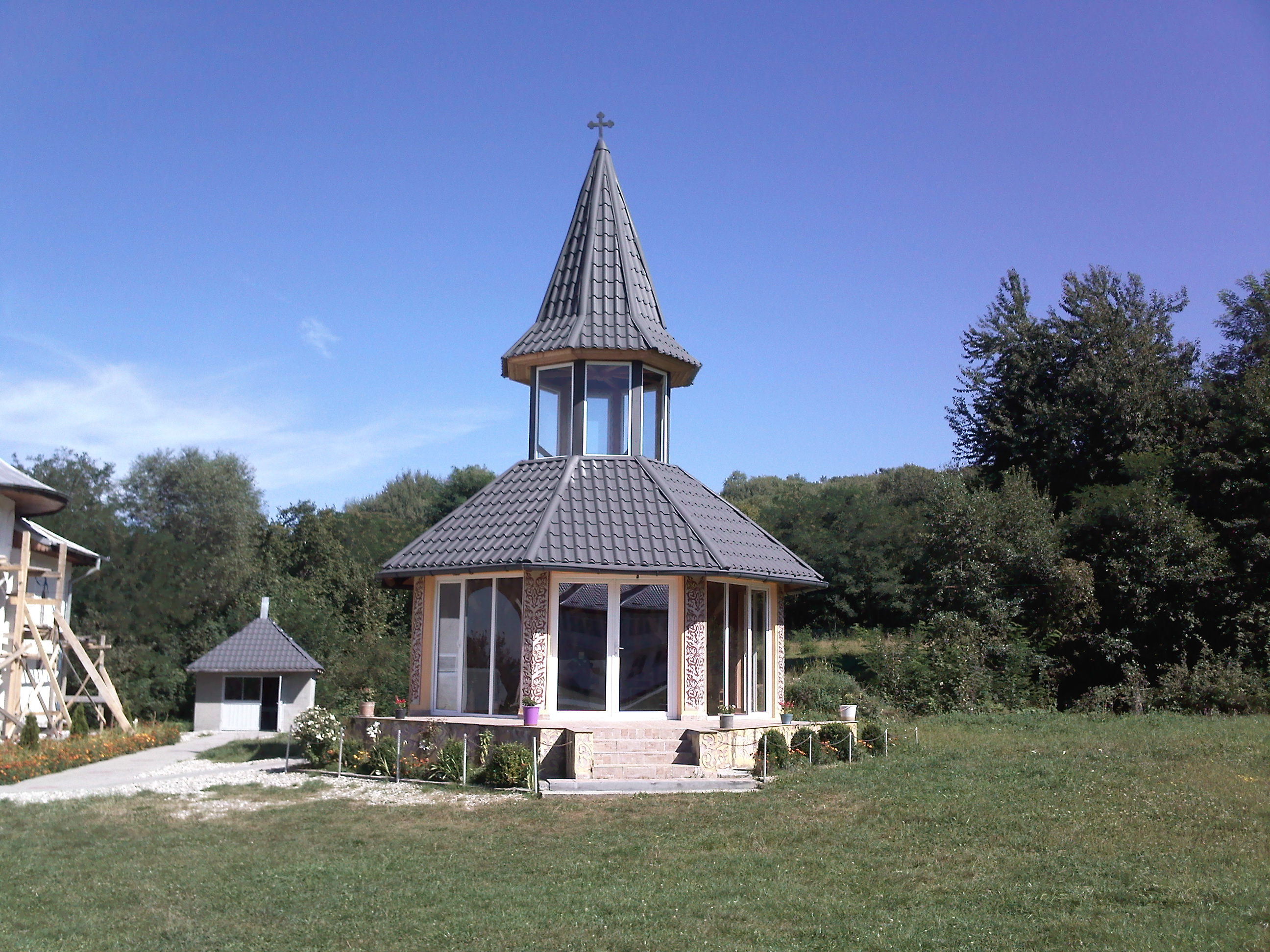
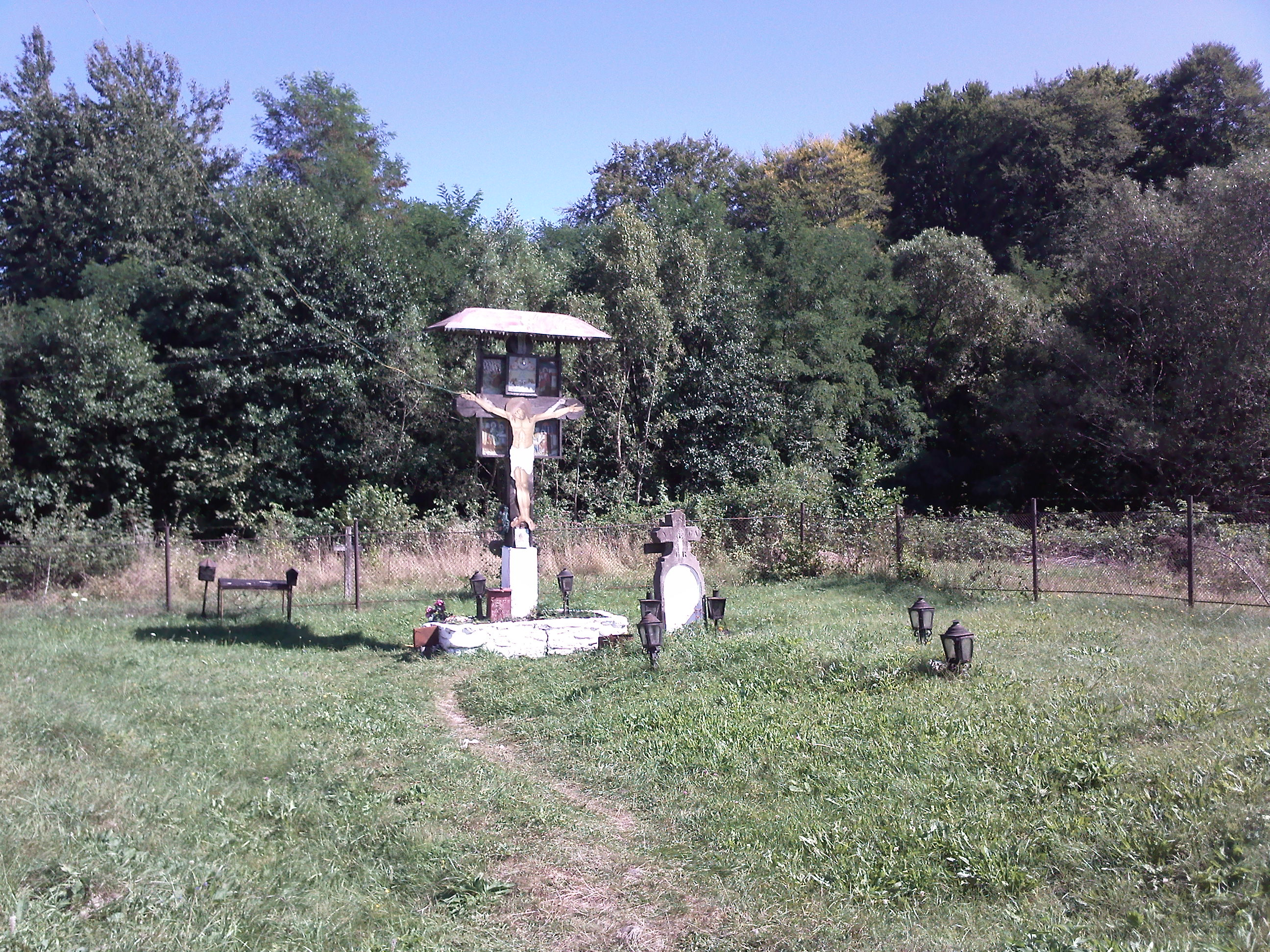